# Leopold Gernhardt
Leopold Gernhardt, né le 16 mars 1920 à Vienne et mort le 18 avril 2013 dans la même ville, est un footballeur international autrichien, reconvertir en entraîneur.

## Biographie
Jouant au poste de milieu de terrain, il passe la totalité de sa carrière au club du Rapid Vienne (1939-1955), disputant 208 matchs dans le championnat d'Autriche et marquant 53 buts. Champion d'Autriche à sept reprises et d'Allemagne à une reprise, il remporte également une Coupe d'Autriche, et la Coupe Mitropa en 1951.
Il est sélectionné 27 fois en équipe d'Autriche entre 1945 et 1952, sans toutefois inscrire de buts. Il joue son premier match en équipe nationale le 19 août 1945 en amical contre la Hongrie, et son dernier le 23 mars 1952 contre la Belgique, toujours en amical.
En 1955, il prend sa retraite de joueur et commence une carrière d'entraîneur, d'abord au Rapid Vienne, puis au Wacker Vienne, au First Vienna, au FC Lustenau et enfin à l'Austria Klagenfurt.

## Palmarès

### Joueur
- Vainqueur de la Coupe Mitropa en 1951 avec le Rapid Vienne
- Champion d'Allemagne en 1941 avec le Rapid Vienne
- Champion d'Autriche en 1940, 1941, 1946, 1948, 1951, 1952 et 1954 avec le Rapid Vienne
- Vainqueur de la Coupe d'Autriche en 1946 avec le Rapid Vienne

### Entraîneur
- Finaliste de la Coupe d'Autriche en 1961 avec le First Vienna